# Municipio de Alexandria (Dakota del Norte)
El municipio de Alexandria (en inglés: Alexandria Township) es un municipio ubicado en el condado de Divide en el estado estadounidense de Dakota del Norte. En el año 2010 tenía una población de 14 habitantes y una densidad poblacional de 0,15 personas por km².

## Geografía
El municipio de Alexandria se encuentra ubicado en las coordenadas 48°45′26″N 103°39′5″O / 48.75722, -103.65139. Según la Oficina del Censo de los Estados Unidos, el municipio tiene una superficie total de 93.49 km², de la cual 92,57 km² corresponden a tierra firme y (0,98 %) 0,92 km² es agua.

## Demografía
Según el censo de 2010, había 14 personas residiendo en el municipio de Alexandria. La densidad de población era de 0,15 hab./km². De los 14 habitantes, el municipio de Alexandria estaba compuesto por el 64,29 % blancos y el 35,71 % eran de una mezcla de razas. Del total de la población el 0 % eran hispanos o latinos de cualquier raza.